# Carl Auer von Welsbach
Carl Auer Freiherr von Welsbach (1 de septiembre de 1858 - 4 de agosto de 1929) fue un científico e inventor austríaco, que tuvo talento para descubrir avances tecnológicos y también para convertirlos en productos con éxito comercial. Es particularmente conocido por sus trabajos con la tierras raras, también trabajó en el desarrollo del ferrocerio usado en los modernos encendedores, el manguito incandescente que llevó la iluminación a las calles de Europa a finales del siglo XIX, y en el desarrollo del filamento de metal en la lámpara incandescente.